# Expelled: No Intelligence Allowed
Expelled: No Intelligence Allowed är en kontroversiell amerikansk dokumentärfilm från 2008. Den propagerar för kreationism och intelligent design och hävdar att kritik av evolutionsteorin och den moderna syntesen tystas ned av etablissemanget. Filmens berättare är Ben Stein, som också är en av manusförfattarna. Han säger i filmen att evolutionsteorin var en bidragande orsak till Förintelsen, kommunism, ateism och abort. Filmen hävdar vidare att amerikanska lärare och forskare som menar att det finns belägg för intelligent design i naturen förföljs för sin tro.
Filmen har fått mycket dålig kritik i media: den har medelbetyget 9% (rutten) på webbplatsen Rotten Tomatoes, som samlar in en stor mängd recensioner. Både den amerikanska organisationen AAAS (American Association for the Advancement of Science) och den populärvetenskapliga tidskriften New Scientist har beskrivit filmen som propaganda.
New York Times beskrev filmen som "konspirationsteoretiskt gormande förklätt till undersökande journalistik". En del positiva recensioner har kommit från den religiösa högern och kreationistiska media.

### Stödjande
- Expelled Resources från Access Research Network

### Kritiska
- Expelled Exposed — en sajt från National Center for Science Education som bemöter filmens påståenden
- Six Things in Expelled That Ben Stein Doesn't Want You to Know — En Scientific American-artikel om filmen